# Cidones
Cidones ist ein Ort und eine kleine Gemeinde (municipio) mit nur 314 Einwohnern (Stand: 2024) im Osten der nordspanischen Provinz Soria in der Autonomen Gemeinschaft Kastilien-León. Zur Gemeinde gehören auch die Ortschaften Herreros, Ocenilla und Villaverde del Monte.

## Lage
Cidones liegt ungefähr 19 km (Fahrtstrecke) ostnordöstlich der Provinzhauptstadt Soria in einer Höhe von ca. 1085 m. Das Klima im Winter ist kühl, im Sommer dagegen durchaus warm; die geringen Niederschläge (ca. 563 mm/Jahr) fallen – mit Ausnahme der eher regenarmen Sommermonate – verteilt übers ganze Jahr.

## Bevölkerungsentwicklung
| Jahr      | 1970 | 1981 | 1991 | 2001 | 2011 | 2021 |
| Einwohner | 164  | 377  | 362  | 346  | 346  | 302  |

Der deutliche Bevölkerungsrückgang im 20. Jahrhundert ist im Wesentlichen auf die Mechanisierung der Landwirtschaft und den damit einhergehenden Verlust an Arbeitsplätzen zurückzuführen.

## Sehenswürdigkeiten
- Michaeliskirche in Cidones
- Peterskirche in Villaverde del Monte
- Christuskapelle in Cidones

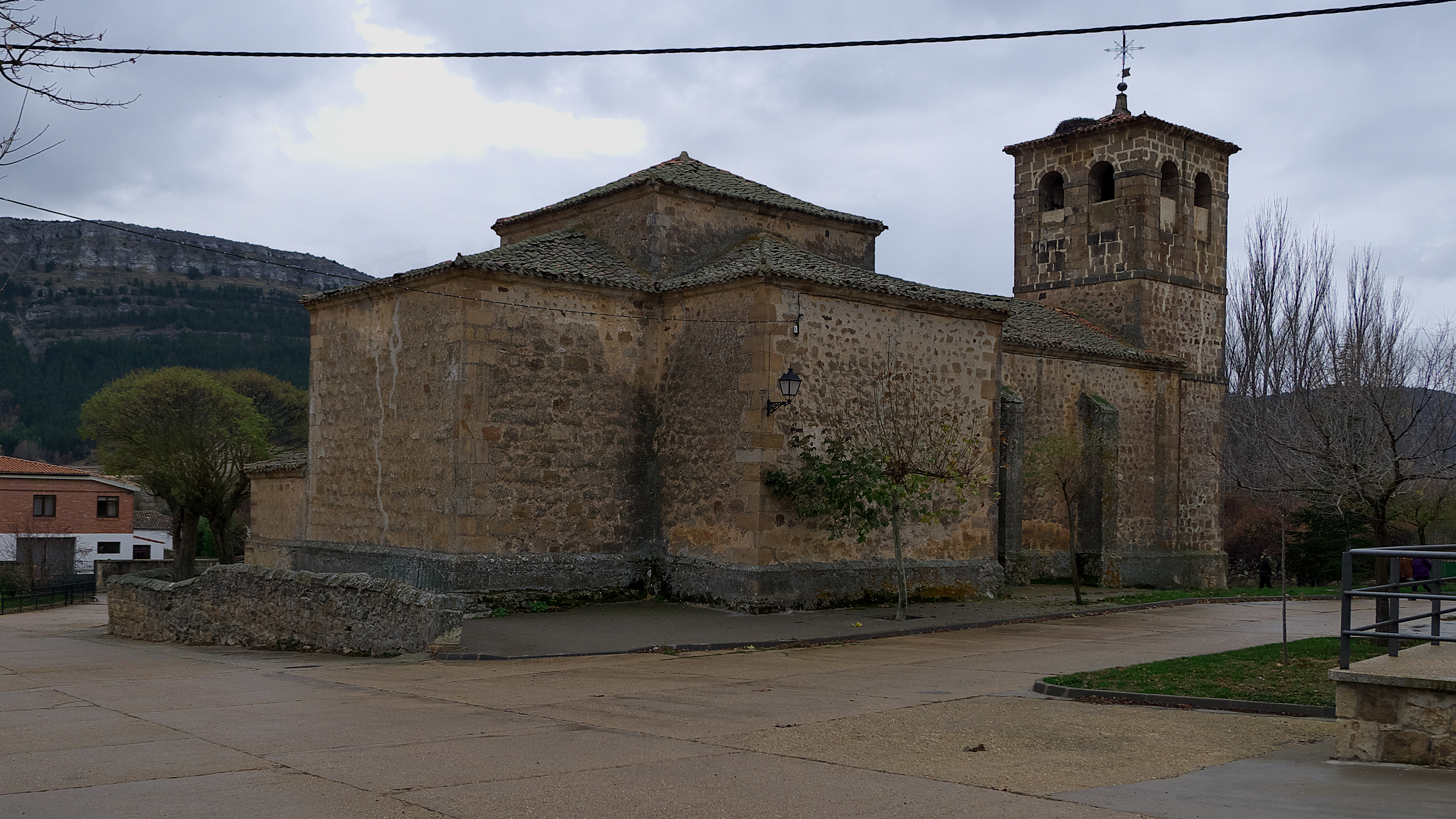
Michaeliskirche
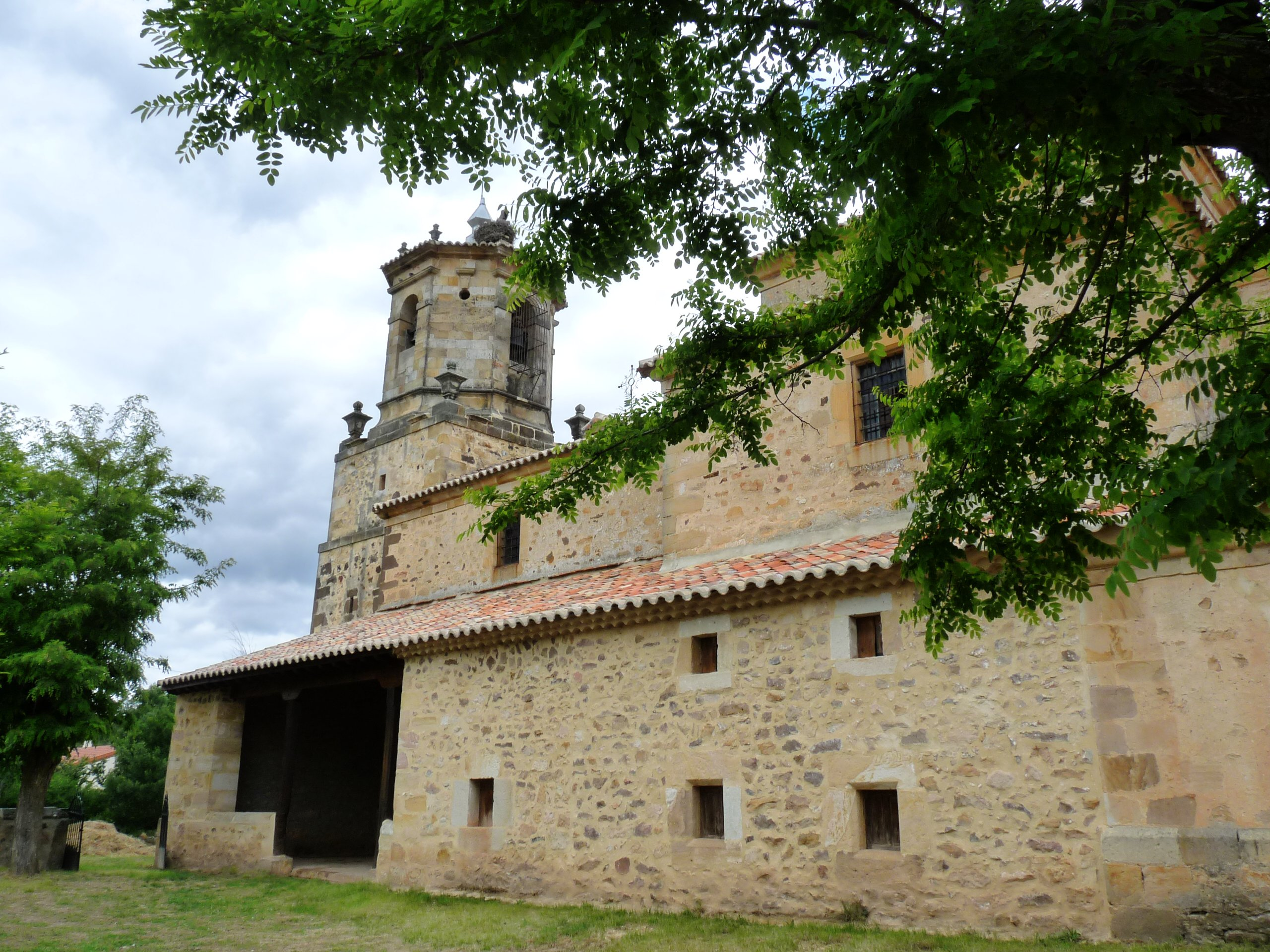
Peterskirche